# Open GDF SUEZ de la Porte du Hainaut 2011
L'Open GDF SUEZ de la Porte du Hainaut 2011 è stato un torneo professionistico di tennis femminile giocato sulla terra rossa. È stata la 12ª edizione del torneo, che fa parte dell'ITF Women's Circuit nell'ambito dell'ITF Women's Circuit 2011. Si è giocato a Denain in Francia dal 27 giugno al 3 luglio 2011.

## Partecipanti

### Teste di serie
| Nazionalità | Giocatrice         | Ranking* | Testa di serie |
| ----------- | ------------------ | -------- | -------------- |
| Giappone    | Erika Sema         | 159      | 1              |
| Grecia      | Irini Georgatou    | 191      | 2              |
| Brasile     | Ana-Clara Duarte   | 222      | 3              |
| Brasile     | Roxane Vaisemberg  | 256      | 4              |
| Francia     | Nathalie Piquion   | 267      | 5              |
| Russia      | Elena Bovina       | 274      | 6              |
| Romania     | Mihaela Buzărnescu | 300      | 7              |
| Ucraina     | Oksana Lyubtsova   | 306      | 8              |
| Italia      | Claudia Giovine    | 314      | 9              |

- Ranking al 20 giugno 2011.

### Altre partecipanti
Giocatrici che hanno ricevuto una wild card:
- Céline Ghesquière
- Estelle Guisard
- Victoria Muntean
- Morgane Pons

Giocatrici che sono passate dalle qualificazioni:
- Alice Balducci
- Céline Cattaneo
- Alix Collombon
- Vlada Ėkšibarova
- Iveta Gerlová
- Jessica Ginier
- Paula Cristina Gonçalves
- Patrycja Sanduska
- Amandine Hesse (lucky loser)

## Campionesse

### Singolare
Teliana Pereira ha sconfitto in finale  Valentina Ivachnenko per  6–4, 6–3.

### Doppio
Verónica Cepede Royg /  Teliana Pereira hanno battuto in finale  Céline Ghesquière /  Elixane Lechemia con il punteggio di 6–1, 6–1